# Trichotithonus conspectus
Trichotithonus conspectus är en skalbaggsart som beskrevs av Monné 1990. Trichotithonus conspectus ingår i släktet Trichotithonus och familjen långhorningar. Inga underarter finns listade i Catalogue of Life.